# Мансардное окно

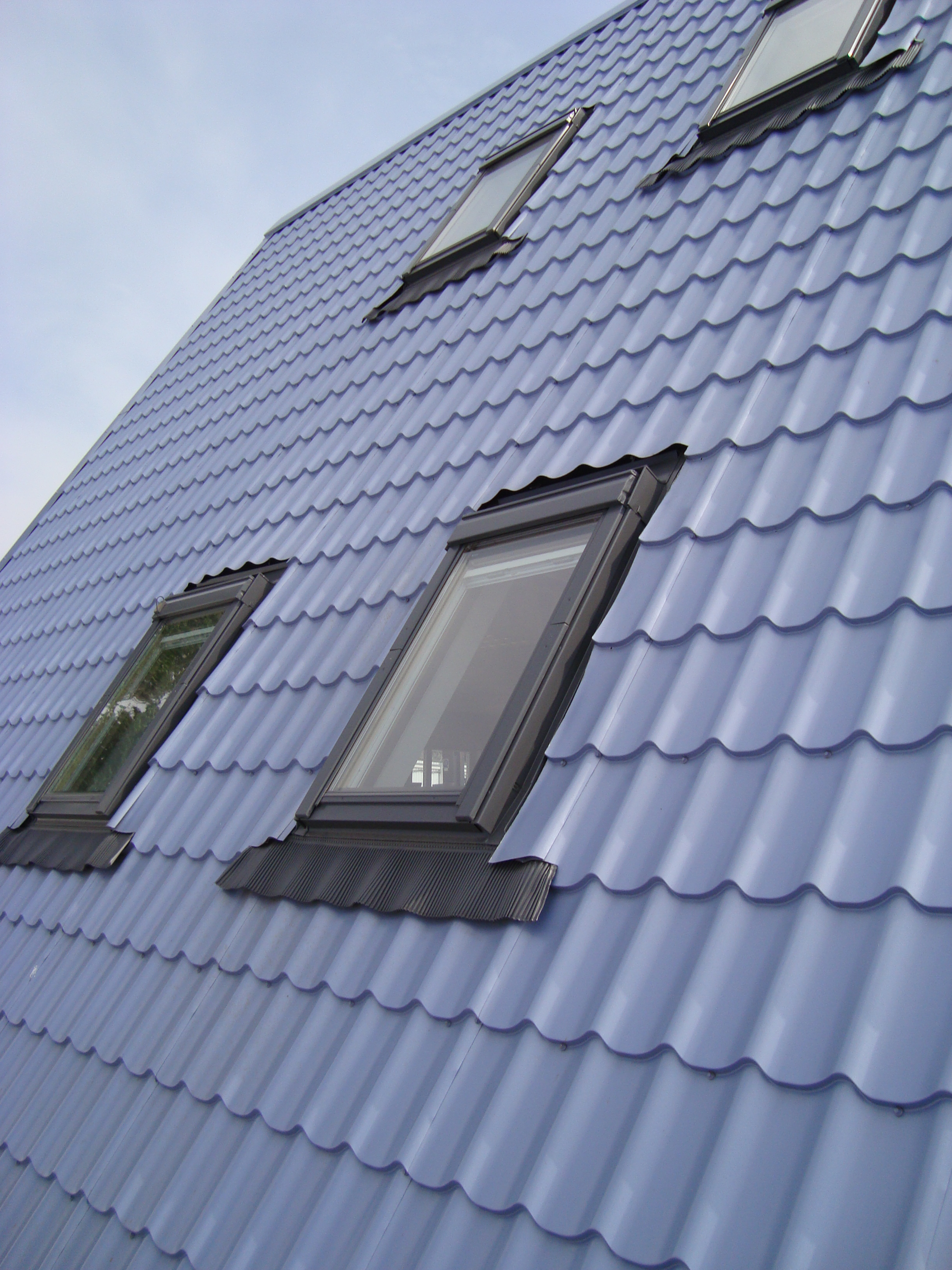
Мансардные окна на скатной кровле частного дома

Мансардное окно — окно в скате крыши, расположенное в плоскости ската и предназначенное для освещения (и иногда — проветривания) мансардного этажа.
Так как мансардное окно располагается наклонно, то подвергается более жесткому влиянию осадков (в виде дождя, града и снега), чем привычные вертикальные окна. Мансардное окно должно выдерживать те же снеговые нагрузки, что и скат крыши.

## История

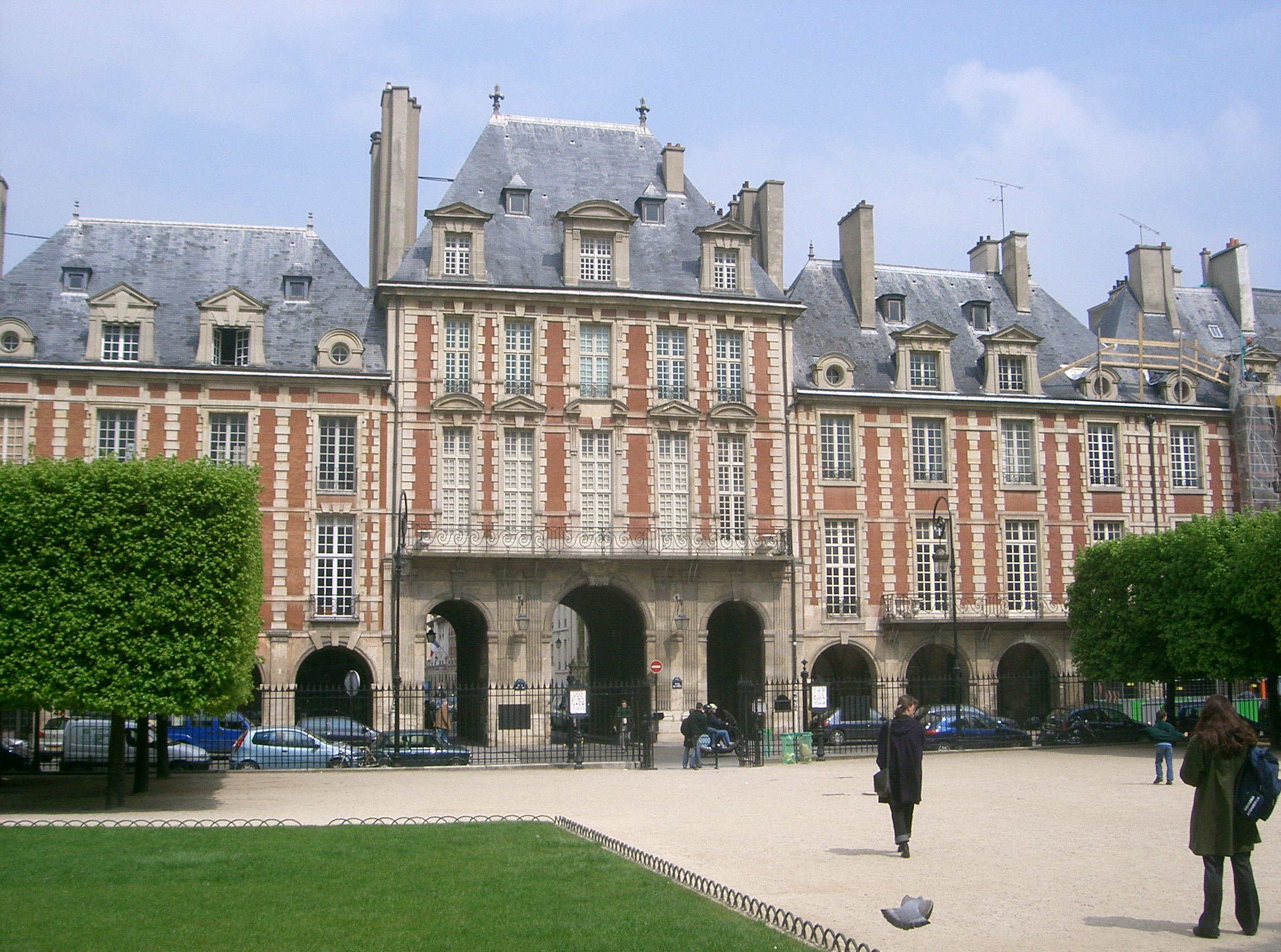
Площадь Вогезов в Париже. Павильон королевы с люкарнами, ставшими прототипом мансардного окна. 1620-е гг.

Прототипом мансардных окон были люкарны, которые первое время являлись продолжением стены на уровень чердака, который долгое время не использовался в качестве жилого помещения. Ситуацию решил исправить французский архитектор XVII века Франсуа Мансар, который предложил использовать его в качестве жилья для небогатых людей. В честь его чердачное помещение и получило название мансарда. Во времена Ф. Мансара чердачное помещение называли «скворечником» из-за его небольших размеров и малой освещенности.
Мансарды оснащались дормерами со слуховыми окнами, которые имели существенный недостаток — малую светопропускную способность.
Затем о мансардах вспомнили после Второй мировой войны в Дании, когда существовала катастрофическая нехватка жилья по причине большого наплыва беженцев. Именно датскому инженеру Виллуму Канну Рассмунсену пришла идея оснастить мансарду специальным окном, врезаемым непосредственно в скат крыши. Такая находка позволяла окну органично вписываться в общий фасад здания, не требовала серьёзных конструктивных изменений в кровле и, что самое важное, создавала большой приток естественного солнечного света в помещение мансарды.
Именно такая конструкция окна на крыше получила название мансардное окно.

## Конструкция общая

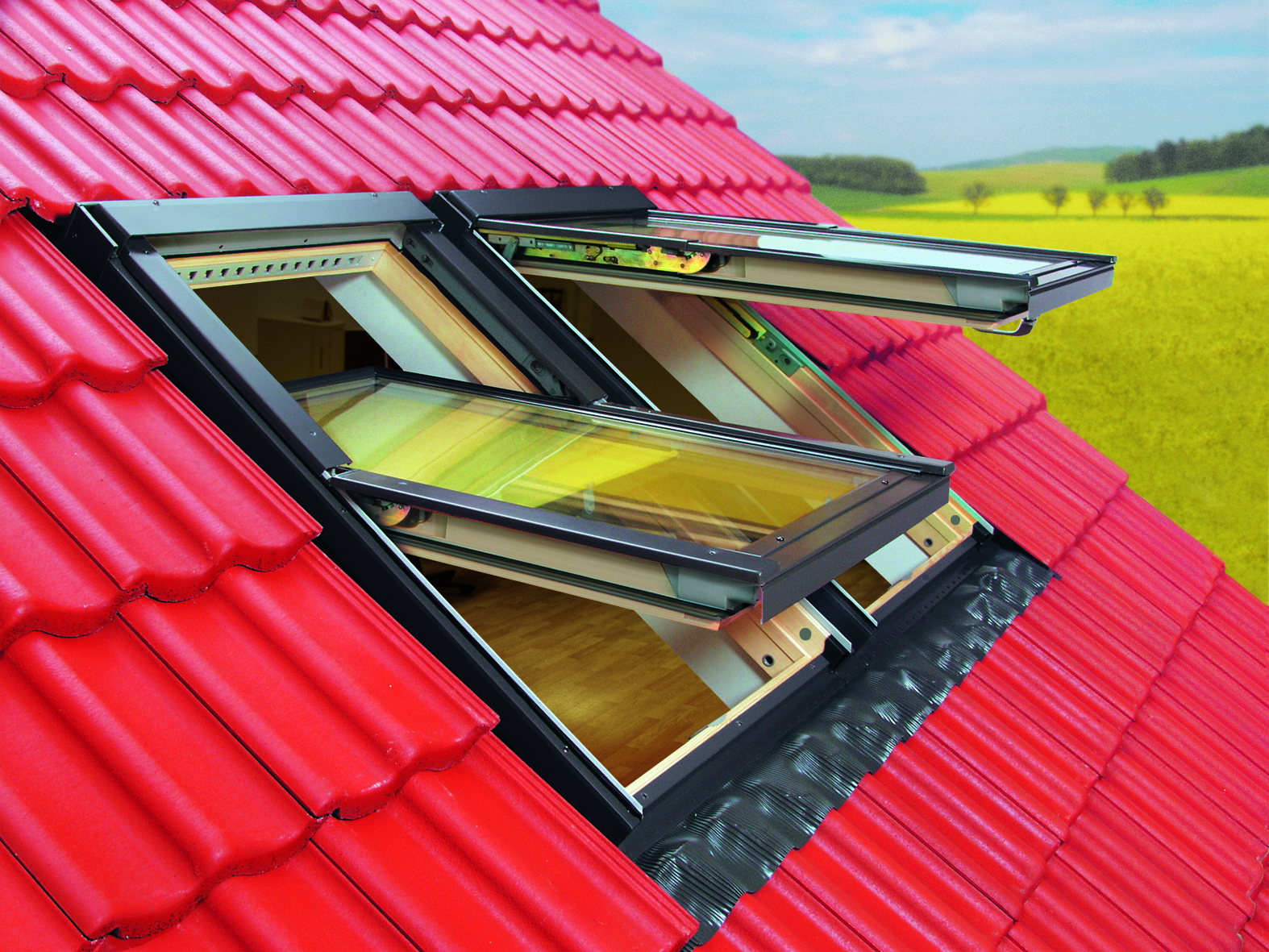
Открытые мансардные окна на кровле из металлочерепицы

Створка современного мансардного окна вращается на фрикционных петлях, которые устанавливаются немного выше середины рамы по высоте. Такое расположение позволяет створке окна находиться в положении, при котором вода стекает по плоскости вращающейся рамы мансардного окна в сторону улицы и не попадет в помещение. Благодаря специальному положению створки, при котором нижний конец вращающейся рамы выходит далеко за границы рамы, вода стекает только на крышу здания, а не внутрь.
Конструкция фрикционных петель мансардного окна позволяет повернуть его вращающуюся часть практически на 180° вокруг оси вращения и фиксировать окно в таком положении. Такая особенность мансардного окна дает возможность легко его обслуживать изнутри помещения. Фрикционные петли мансардного окна также позволяют фиксировать его в необходимом положении, исключая самопроизвольное закрытие окна.
Конструкция современных мансардных окон позволяет отделить рамы от створки во время монтажных работ или по необходимости. В силу конструктивных особенностей мансардное окно ограничено в размерах — как правило, его площадь не превышает 1,4 кв.м. При необходимости установки окна большего размера используются специальные оклады, позволяющие объединять мансардные окна в группы: горизонтальные, вертикальные, комбинированные.

## Требования к конструкции
В связи с тем, что мансардное окно располагается на скате крыши под небольшим углом наклона, оно так же, как и кровля здания, подвержено более жестким воздействиям внешних факторов (воды, льда, ветра, солнечного излучения и т. п.), чем обычное вертикальное окно. Из-за этого требования к конструкции мансардного окна прежде всего касаются его надежности на весь предполагаемый период эксплуатации, а именно:
1. Жесткости рамы;
2. Точности размеров;
3. Высоких теплофизических характеристик.

## Конструктивные особенности элементов
Рама мансардного окна изготавливается из высококачественного клееного бруса древесины хвойных пород деревьев (чаще сосны). Готовая рама (коробка + створка) обрабатывается антисептическим раствором и покрывается несколькими слоями лака.
Снаружи на деревянные части рамы крепятся металлические накладки для лучшей защиты от воздействия неблагоприятных атмосферных воздействий. Чаще всего в качестве материала для металлических накладок используется алюминий, покрытый в заводских условиях полимерными красками, имеющими высокую светостойкость.
Оклады мансардных окон несут две определяющие функции:
- Крепление рамы мансардного окна на кровлю здания;
- Эффективный отвод воды от уплотнителей оконной рамы.

Тип оклада зависит от кровельного материала: гладкого (типа жести, меди и т. п.) и волнистого (металлочерепица, профилированные листы для кровли, шифер, ондулин и т. п.). и бывает следующим:
- для гладких листов (величина волны — 0),
- для мягкой битумной черепицы (величина волн — до 8 мм),
- для кровельных материалов с высотой волны до 16 мм,
- для кровельных материалов с высотой волны до 30 мм,
- для кровельных материалов с высотой волны более 30 мм,
- для кровельных материалов с очень большой высотой волны, и т.д

Деление окладов по типам необходимо для того, чтобы мансардное окно как можно меньше выступало над поверхностью крыши. Это существенно уменьшает теплопотери.
На крыше здания оклад мансардного окна практически незаметен, так как его верхние и боковые стороны закрыты кровельным материалом.

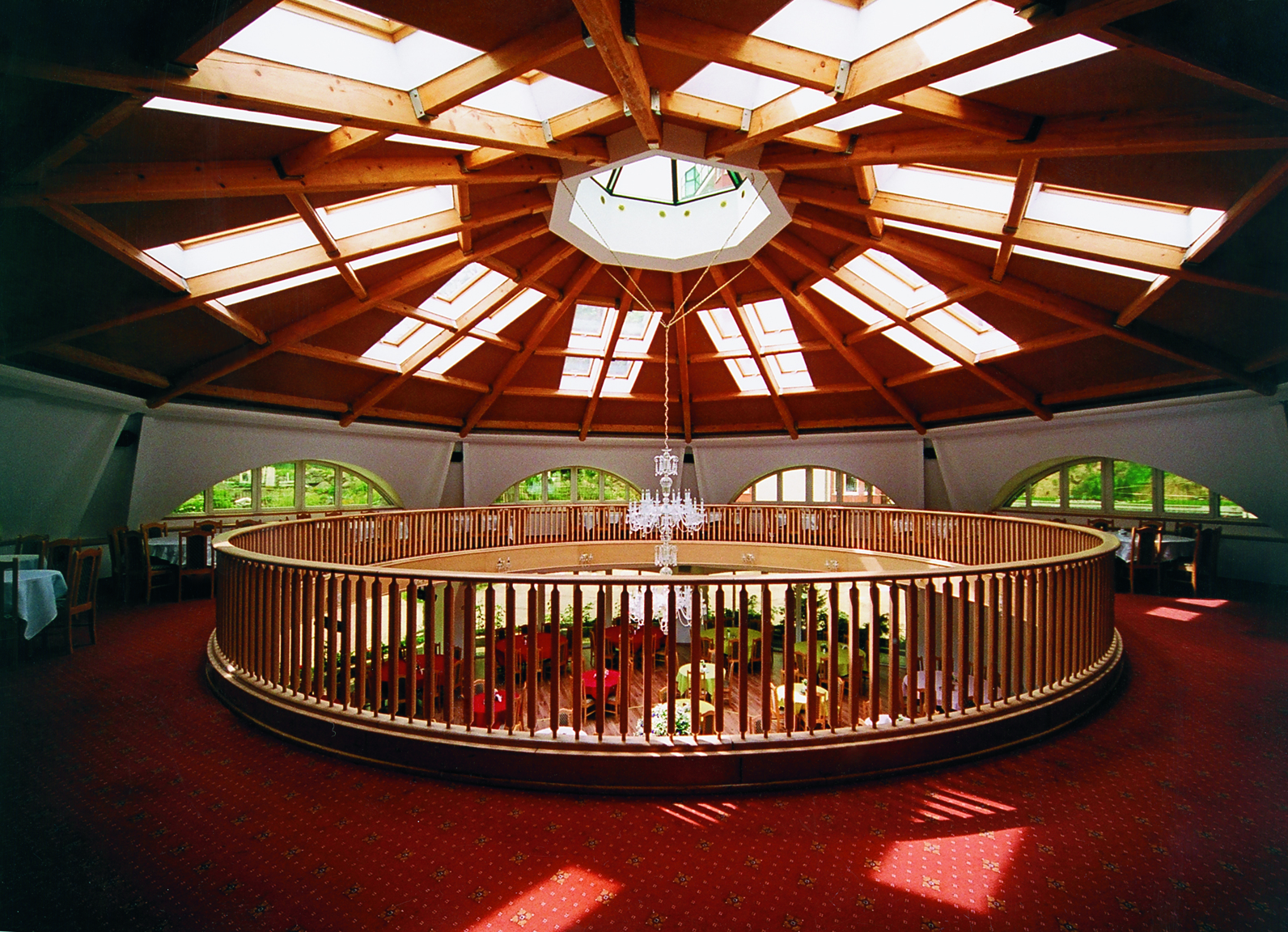
Оригинальное архитектурное решение для кровли с использованием большого количества мансардных окон

Оклад мансардного окна изготавливается в основном из алюминия, который подходит для использования на всех кровлях, за исключением кровли из меди. На такие кровли необходимо устанавливать мансардные окна с окладами из меди, так как электрическая пара, образующаяся в результате соприкосновения вышеназванных материалов, уничтожает их.
Фурнитура мансардного окна — это целая система запирания, включающая в себя ручку, запор, петли и т. п. На мансардных окнах различных производителей могут быть от одной до пяти точек запирания.
Ручка мансардного окна в разных конструкциях имеет разное положение: сверху или снизу рамы мансардного окна. Каждое из них имеет свои преимущества и недостатки.
Верхнее расположение ручки мансардного окна
Преимущества:
- ручку можно достать взрослому человеку, при этом малолетние дети сделать этого не смогут, благодаря её положению на уровне 1,85 — 2,2 м от пола.

Недостатки:
- люди среднего или маленького роста не могут достать ручку для открывания окна или им придется воспользоваться дополнительными предметами для этого;
- установив ручку окна на рекомендованной высоте, выглянуть в открытое «классическое» мансардное окно можно только изрядно согнувшись.

Нижнее расположение ручки мансардного окна:
Преимущества:
- ручку смогут достать взрослые маленького роста и дети, но по причине того, что нижний обрез окна расположен выше, чем у окон с верней ручкой, малолетний ребёнок до неё не сможет дотянуться, чтобы открыть мансардное окно, что может представлять опасность.

Недостатки:
- если на подоконнике мансардного окна установлены предметы (цветы в горшках и т. п.), то существует постоянная вероятность их падения при попытках открытия-закрытия окон.

В современных мансардных окнах устанавливается однокамерный стеклопакет, что обусловлено его низкой теплопроводностью и высокой безопасностью по сравнению с обычным стеклом и меньшим весом по сравнению с двух-трехкамерными стеклопакетами.
Стекло, используемое в стеклопакете для мансардного окна, бывает следующих видов:
1. Флоат-стекло с толщиной не менее 4 мм;
2. Закаленное стекло;
3. Стекло «триплекс».

Для минимизации теплопотерь и устранения промерзания окна во время холодного времени года стеклопакеты мансардного окна комплектуются энергосберегающим стеклом.
Процесс проветривания комнаты в мансардном окне организован значительно лучше, чем в обычном вертикальном: поток теплого воздуха из помещения проходит над створкой мансардного окна, в то время как поток холодного воздуха с улицы проходит под ней, и потоки не соприкасаются, что увеличивает эффективность действия за небольшой промежуток времени.

## Требования к установке
Мансардные окна можно устанавливать на крышах зданий, которые имеют угол наклона минимум 15-20°. Дождевая вода будет стекать хуже с мансардного окна, установленного с меньшим углом наклона плоскости.
Для установки мансардного окна на плоскую крышу используются специальные модели мансардных окон, которые позволяются увеличить угол наклона плоскости окна относительно кровли. В этой модели используется специальный оклад, который предназначен для установки на крышах с углом наклона менее 15°.
Большинство мансардных окон монтируются в проеме между стропилами крыши. И ширина окон обычно выбирается в соответствии с шагом стропил. Некоторые современные производители предлагают крепить окна не только к стропилам, но и обрешетке благодаря специальной системе креплений. Это существенно упрощает установку и снижает трудоемкость работ, а также устраняет зависимость ширины мансардного окна от шага стропил.